# توحة (مغنية)
توحة (1934 -)، اسمها الحقيقي فتحية يحيي حسن، مغنية شعبية سعودية ، تعاونت مع الكثير من الفنانين من جيلها وغير جيلها، مثل سامي إحسان ومحمد عبده وابتسام لطفي وعتاب.

## حياتها
ولدت في مدينة الإحساء حيث كان يعمل والدها، والدها كان مطرباً، وشقيقها كان كاتباً وشاعراً غنائياً، ووالدتها ناقدة فنية، فلذلك نشأت نشأة فنية، انتقلت إلي مكة وهي في عمر السادسة بعد أن عين والدها في وزارة المالية، كانت تنتقل إلي جدة في بعض الأحيان لوجود أهل والدتها في جدة، توفي والدها وهي في12 من عمرها، وبعد وفاة والدها انتقلت العائلة لمدينة جدة، ثم انتقلت إلي القاهرة، فدرست في الدروس الفنية، وتعلمت أسرار الموسيقى، والمقامات، وأصول العزف. وتعتبر من الرعيل الأ‌ول من الفنانات السعوديات هي والفنانة الكبيرة ابتسام لطفي. سجلت بعض الأ‌غاني على أسطوانات وكانت تجيد العزف على العود، ولحنت بعض أغانيها كما أنها كتبت كلمات بعض أغانيها، كما لحن لها الموسيقار طارق عبد الحكيم والفنان القدير فوزي محسون، امتدت رحلتها الفنية حوالي نصف قرن اشتهرت بلقب أم كلثوم الأغنية السعودية، حيث التقت بأم كلثوم مرتين.
لم تحصل علي التعليم الكافي لعدم توفر المدارس في ذلك الوقت، حيث تعلمت الكتابة من والدها، والقراءة وحفظ القرآن من والدتها، في عمر 14 عام أنتقلت مع أخيها إلي مصر، وعاشت في مصر أربعة أشهر.

## المشوار الفني
مطربة تقف في صفوف المطربين الأ‌وائل في تاريخ الأ‌غنية السعودية. لها رصيد زاخر بالأعمال طوال مشوارها الفني. تعرفت بنفسها على مميزات صوتها فحاولت الدخول إلى هذا المجال بالتثقيف وتطوير الذات، حتى التقت بكل من ابتسام لطفي وطارق عبد الحكيم، والتقت أيضا بالثنائي ثريا قابل وفوزي محسون. قدمت معهم توحه أول نتاجها الفني ( دعاني مرة وقلي)، و(راعيني ولا‌ تكابر)، وكذلك (صحيح مني انتهيت).
ساهمت في تطوير نفسها وغنت اشر لي بالمنديل واحده من أهم أعمالها على الإ‌طلا‌ق والتي رسخت في أذهان الجمهور وعرفت من خلا‌لها. وغنى هذه الأ‌غنية أكثر من مطرب مثل المطربة الإماراتية أحلام، وعبد الله رشاد وحسن عبد الله. وتعتبر أول صوت نسائي قدم السامري وأغنيات التراث، وقدمت الكثير من الألوان الغنائية مثل المجرور، الدانة، الحدري، المجسات والأغنيات الخفيفة.
بدأت علاقاتها الفعلية بالغناء في بداية الستينات، وحققت نجاح في منتصفه عن طريق الاسطوانات بأغنية (خايفة أقول لك كلام) من كلمات صالح جلال ولحن مشترك مع شقيقها وفوزي محسون. امتدت مسيرتها الفنية لأكثر من 50 عامًا عملت كمطربة وملحنة، كانت عازفة محترفة على آلة العود.
قدمت خلال مشواره الفني أكثر من 450 أغنية، ومن أشهر أغانيها، أشر لي بالمنديل وعلى العقيق اجتمعنا واستحلفك بالله وبين مكة وجدة عقلي أنا رايح. حصرت توحة أهتمامها علي التراث الغنائي لبلادها.

## أغانيها
قدمت أكثر من 450 أغنية ومن أشهرها
- أشرلي بلمنديل
- أستحلفك بالله
- ياحمام البين
- تدلع ياحلو يا حالي
- أنا المسكينة
- أنا ياطير الأخضر
- راعينا ولا تتكبر
- مكحول العين
- أسألك بالله هل هذا صحيح
- شجاع في الحب
- على كف القدر
- بين مكة وجدة عقلي أنا رايح
- ياسيدي الي ورى الطايف
- على العقيق اجتمعنا
- يابديع الجمال
- رحنا للباحة مرة
- دعاني مرة وقلي
- صحيح مني انتهيت
- راعني ولا تكابر

تعاقدت الفنانة توحه مع الإذاعة السعودية لتسجيل أعمالها، كما سجلت أكثر من 30 أسطوانة غلبت عليها ألحانها وكلمات شقيقها محمد أمين يحيى، الذي شاركها أيضا في التلحين، إلى جانب الفنان فوزي محسون.